# Kuća spaljenih
Kuća spaljenih u naselju Lovreć nalazi se s južne strane kružnog toka na prometnici Državne ceste D60 (Brnaze-GP Vinjani Gornji), neposredno ispod župne nove crkve sv. Duha. U njoj su u Drugom svjetskom ratu živi spaljeni stanovnici Lovreća i okolnih mjesta. Na istočnom pročelju prema Državnoj cesti, 1961. god je postavljena spomen-ploča sa natpisom i poimeničnim popisom žrtava koje su 22. srpnja 1943. ubili talijanski i njemački vojnici. Kao memorijalni spomenik stradalim civilnim žrtvama u Drugome svjetskom ratu, "Kuća spaljenih" predstavlja vrijedno spomen-obilježje ovoga dijela Dalmatinske zagore.

## Zaštita
Pod oznakom Z-7102 zavedena je kao nepokretno pojedinačno kulturno dobro - pojedinačno, pravna statusa zaštićena kulturnog dobra, klasificirano kao "memorijalne građevine".